# 60 Minuten
Der Film 60 Minuten von Oliver Kienle ist ein Action-Film aus dem Jahr 2024. Er erschien am 19. Januar 2024 auf Netflix.

## Handlung
Der MMA-Kämpfer Octavio, genannt Octa, steht vor einem wichtigen Ringkampf. Das Sportstudio, welches er mit seinem Freund Paul betreibt, ist in finanziellen Schwierigkeiten. Mit dem Kampf hoffen beide, das notwendige Geld zu verdienen. Am selben Tag ist der Geburtstag von Octas Tochter, welche bei der Mutter und ihrem neuen Freund wohnt. Er hat seiner Tochter versprochen zu kommen und ihr einen Kuchen mitzubringen. Die Einhaltung dieses Versprechens ist in Gefahr, weil sich der Ringkampf um eine Stunde verzögert. Am Telefon stellt die Mutter Octa das Ultimatum, dass er innerhalb von 60 Minuten da sein muss, andernfalls stellt sie beim Gericht einen Antrag, ihr das alleinige Sorgerecht zu übertragen. Kurz vor dem Auslauf in den Ring dreht Octa um und macht sich auf den Weg zu seiner Tochter.
Octa wird sofort von mehreren Männern verfolgt, die ihn zum Ringkampf zurückholen wollen, notfalls mit Gewalt. Octa kann sich wehren und entkommt. Egal, wo er hingeht, wird er wiedergefunden. Im Laufe der Verfolgung erfährt er, dass der Kampf manipuliert wurde. Es wurde geplant, dass Octa nach Runde drei gewinnen wird. Die involvierten Personen haben entsprechend auf Octa gesetzt und fürchten nun, ihr Geld zu verlieren, wenn Octa nicht rechtzeitig zurückkommt und disqualifiziert wird. Ein Freund von Octa bietet schließlich seine Hilfe an und nimmt Octa auf dem Motorrad mit. Am Ziel angekommen wartet allerdings schon die Wettmafia. Diese hat 500.000 Euro auf den Sieg von Octa gewettet.
Octa schafft es auch hier zu entkommen und flüchtet nach einer Bahnfahrt in eine Disko. Nach dem Ausgang wird er von Paul angerufen, der ihm gesteht, dass er die Wettmanipulation initiiert hat. Octa merkt, dass Paul ihn die ganze Zeit mittels seiner Smartwatch per GPS orten konnte und dies seinen Verfolgern mitgeteilt hat. Er macht sich nun auf dem Weg zum Tierheim, um seiner Tochter eine Katze als Geschenk mitzubringen. Währenddessen lockt er die Manipulatoren, die Wettmafia und die Polizei auch dorthin, damit die Polizei sich darum kümmert und er unbehelligt zu seiner Tochter kann. Beim Tierheim wird er erneut entdeckt und trägt im Kampf schwerste Verletzungen davon. Er schafft es bis kurz vor das Haus seiner Tochter und lässt sich auf den Boden nieder. Die Tochter erkennt ihn und beide umarmen sich.

## Veröffentlichung
Der Film erschien am 19. Januar 2024 auf Netflix. In der ersten Woche schaffte es der Film in 67 Ländern in die Liste der 10 meistgesehenen Filme.

## Rezensionen
Auf Filmstarts erhielt der Film 3 von 5 Sternen. Die Martial Arts Action wurde dabei gelobt. Allerdings sei der Film „roh, zuweilen etwas hölzern und schielt ohne eigene Ideen stark nach Hollywood.“ Ursula Schmied von der Zeitschrift Glamour überzeugte der Film dagegen nicht. Die Dialoge und die Beleidigungen seien kreativlos und würden eine diskriminierende Sprache verwenden. Sie würdigte allerdings die Leistung von Marie Mouroum, welche den Film retten würde. Im Stern wurden die Kampfchoreographie und der Hauptdarsteller gelobt, allerdings die Handlung für unrealistisch gehalten.